# Arabización
Arabización es el predominio árabe sobre una zona inicialmente no árabe, especialmente en los aspectos lingüísticos (idioma árabe), culturales (cultura árabe) y étnicos (pueblo árabe); y de una forma muy vinculada, la de la religión islámica (islamización).
La expansión árabe de los siglos VII y VIII transformó gradualmente las zonas donde se impuso (el Próximo Oriente, el Norte de África, la península ibérica e islas del Mediterráneo) en una zona culturalmente árabe, una verdadera aculturación, similar a los procesos anteriores denominados helenización (en Oriente) y romanización (en Occidente). La arabización en lo étnico no se produjo como una sustitución biológica de unas poblaciones no árabes por otras árabes, sino por la asimilación de las costumbres y tradiciones en la práctica social y el imaginario colectivo, así como el prestigio que proporcionaba el tener orígenes árabes (reales o ficticios), pero hubo un importante mestizaje entre los árabes y las poblaciones autóctonas.

## El caso de Al-Ándalus
En Al-Ándalus, aunque como el resto de las conquistas musulmanas —al menos en los primeros siglos— el objetivo no fue la asimilación y la conversión de los habitantes del territorio dominado, se produjo un proceso de arabización. Como ha destacado Eduardo Manzano Moreno, «la mayor parte de las sociedades afectadas por las conquistas acabarán definiéndose por unos patrones culturales inequívocamente árabes» y cuyo «rasgo más visible fue la adquisición de la lengua árabe» ―la excepción más destacada sería la de Irán que conservó la lengua persa, aunque escrita con caracteres árabes―. Este historiador español pone como ejemplo el caso de poeta andalusí de origen toledano Yirbib ibn Abd Allah que escribió en árabe y siguiendo la métrica oriental, cuando cien años antes sus antepasados hablaban latín y tenían como referente cultural el mundo romano y cristiano.
La consecuencia final del proceso de arabización fue que los hispanos se convirtieron en árabes al producirse «la fusión de conquistadores y conquistados y la arabización completa de estos últimos. El resultado fue que varias generaciones después de la conquista mucha gente había perdido la conciencia de sus ancestros indígenas». Así pues, «tiempo después de la conquista militar, los descendientes de los hispanos sometidos comenzaron a convertirse en árabes desde el punto de vista cultural y lingüístico: algunos siguieron manteniendo su religión cristiana -los llamados mozárabes-, mientras que otros muchos se convirtieron al islam».